# گمینا دگووو
گمینا دگووو (به لهستانی:  Gmina Dygowo) یک گمینا در لهستان است که در شهرستان کوووبژگ واقع شده‌است. گمینا دگووو ۱۲۸٫۵۷ کیلومتر مربع مساحت و ۵٬۶۰۵ نفر جمعیت دارد.